# فلفليات
رتبة الفلفليات (الاسم العلمي: Piperales) هي رتبة من النباتات المزهرة. وتتضمن الفصيلة الفلفلية Piperaceae ونباتات معروفة تشمل الفلفل الأسود، الكافا، ذيل السحلية، الزراوند، والزنجبيل البري.